# Джонатан Тан (плавець)
Джонатан Тан (11 березня 2002) — сінгапурський плавець.
Переможець Ігор Південно-Східної Азії 2019, 2021 років.